# Messier 87

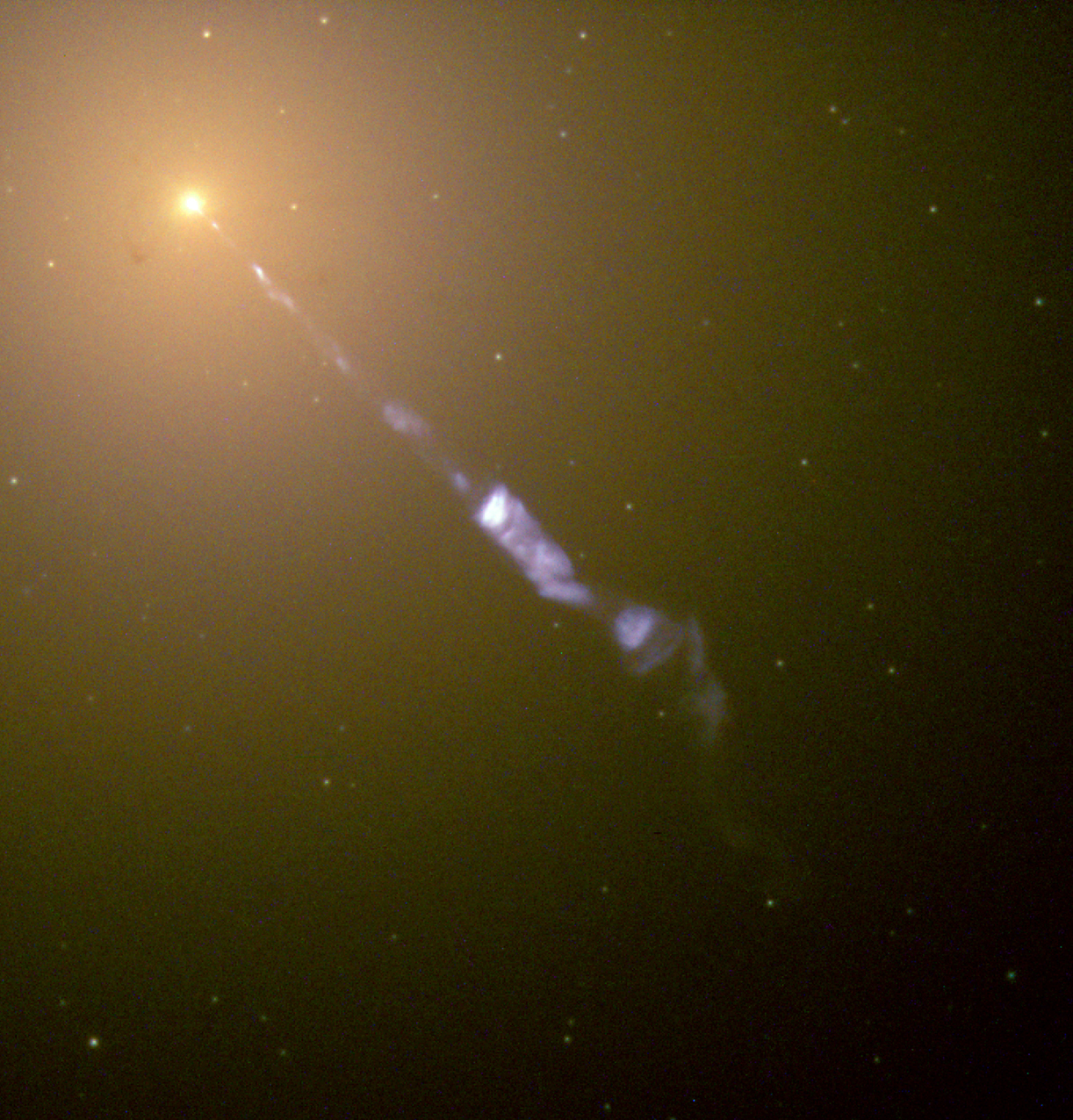
Messier 87.

M87 (Messierobjekt 87) eller NGC 4486 är en gigantisk elliptisk galax i stjärnbilden Jungfrun, ungefär 10 miljarder år gammal. Messier 87 är den dominerande galaxen i Virgohopen, en av de största kända galaxerna i universum och ligger ungefär 55 miljoner ljusår bort. 
M87 utmärker sig med sitt stora antal klotformiga stjärnhopar, omkring 12 000, och sin jetstråle
som kommer från det supermassiva svarta hålet inne i galaxens centrum. Hålet är ett av de största kända, dess massa har i olika undersökningar uppskattats till (3.5 ± 0.8) × 109 solmassor eller 6,6×109 solmassor.

## Jetstrålen

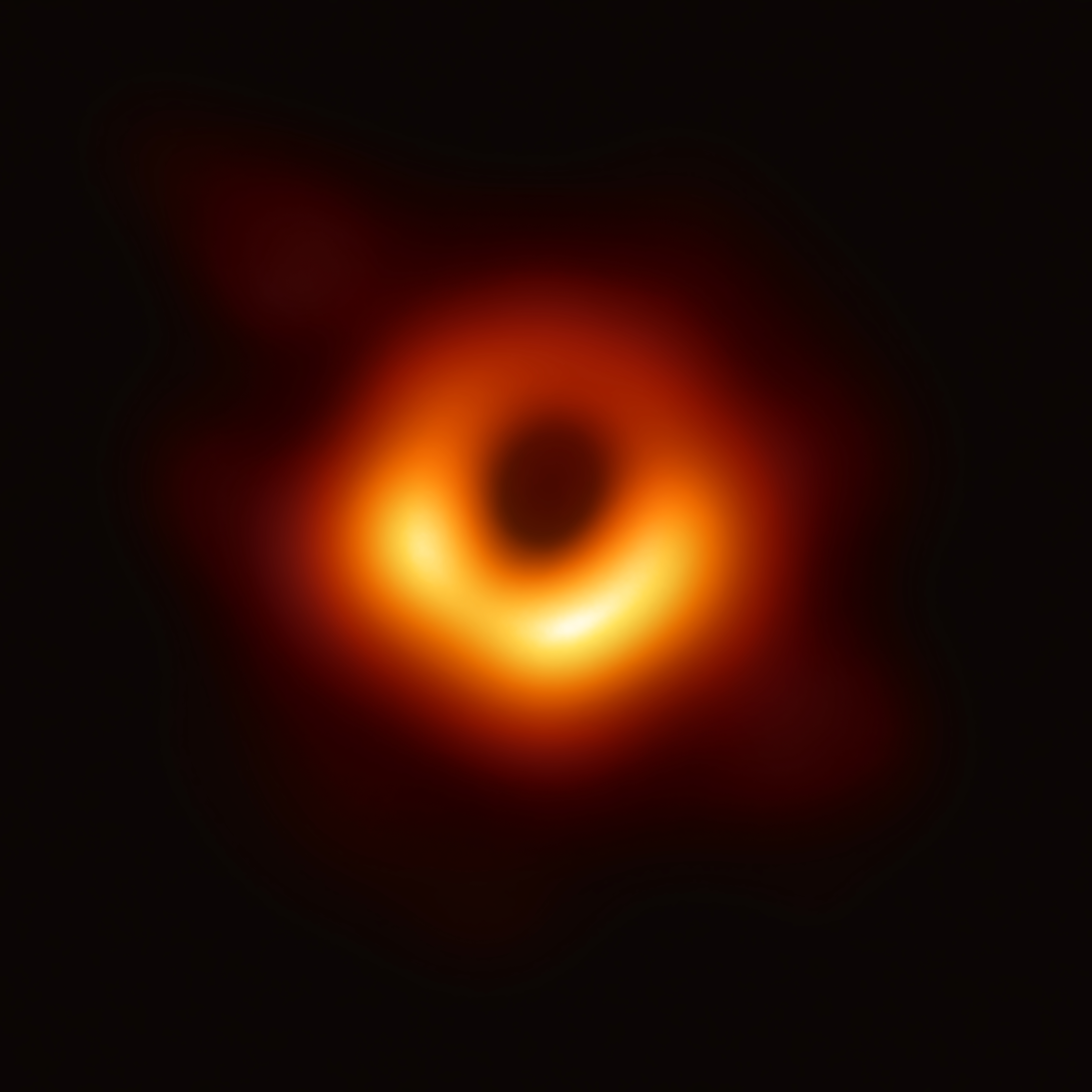
Bild av svarta hålet i Messier 87. Taget av Event Horizon Telescope.

Den relativistiska stråle av materia som kommer ut från kärnan sträcker sig minst 1,5 kiloparsec (5 000 ljusår) från kärnan i M87 och består av materia som kastas ut från galaxen i nära ljushastighet av det supermassiva svarta hålet i kärnan. Strålen är mycket kollimerad, och förefaller vara begränsad till en vinkel på 60° inom 0,8 parsec (2,6 ljusår) från kärnan, ca 16° på ett avstånd av 2 parsec (6,5 ljusår) och en vinkel på 6-7° vid 12 parsec (39 ljusår). Strålens bas har diametern 5,5 ± 0,4 Schwarzschildradier. Strålen drivs troligen av en ackretionsskiva runt kärnans supermassiva svarta hål. Strålen är omgiven av en icke-relativistisk komponent med lägre hastighet. Det finns tecken på en andra jet som går åt motsatta hållet, men än så länge har man inte kunnat se den, beroende på att den är riktad bort från jordens synvinkel och därför mycket svår att uppfatta.